# Рони Џејмс Дио
Рони Џејмс Дио (рођен као Роналд Џејмс Падавона; Портсмут, 10. јул 1942 — Лос Анђелес, 16. мај 2010) био је амерички хеви метал певач и текстописац. Основао је и учествовао у бројним групама, укључујући ЕЛФ, Рејнбоу, Блек Сабат, Дио и Хевен & Хел. Он је заслужан за популаризацију "металског рога" у металној култури и познат је по својим тематски средњовековним текстовима. Поседовао је моћни свестрано вокални опсег којим је био способан да пева како хард рок, тако и лакше баладе. Чувени гитариста група Дип Перпл и Рејнбоу, Ричи Блекмор, након саслушања како Дио пева изјавио је: "Осећао сам језу кроз кичму." Дио је током његове каријере продао преко 47 милиона албума широм света.
Иако су му родитељи били из Кортланда у Њујорку, Дио је рођен у Портсмуту у Њу Хемпширу, где је његова породица живела због очеве службе у војсци САД током Другог светског рата. Породица се вратила у Кортланд када је Дио био веома млад, и тамо је живео до завршетка средње школе 1960. године. Диова музичка каријера почела је 1957. године као део Вегас Кингса (касније Ronnie and the Rumblers). Године 1967, основао је рок бенд Елф, који је постао редовна отварачка представа за Дип перпл. Године 1975, гитариста Дип перпла Ричи Блекмор основао је бенд Рејнбоу и ангажовао Диа да буде певач; током његовог учешћа, бенд је објавио три студијска албума. Дио се брзо појавио као један од еминентних вокала тешког рока. Године 1979, Дио је заменио Озија Озборна на месту певача Блек сабата и појавио се на три студијска албума са бендом, од којих су сва три доживела успех: Heaven & Hell (1980), Mob Rules (1981) и Dehumanizer (1992). Године 1982, одлази да би основао бенд Дио, који је и сам имао два албума сертификоване платине од стране RIAA. Године 2006. основао је бенд Хевен & Хел са бившим колегом из бенда Тонијем Ајомијем. У новембру 2009. Дио је добио дијагнозу рака желуца и умро је од те болести шест месеци касније.
Дио се сматра једним од највећих и најутицајнијих хеви метал вокала свих времена. Познат је по популаризацији геста руку „ђавољим роговима“ у метал култури и својим текстовима песама са средњовековном тематиком. Према верзији коју је дао сам певач, тај чин потиче директно из класичног италијанског апотропејског геста, који је његова бака често показивала. Дио је имао моћан, свестран вокални опсег и био је способан да пева хард рок и лакше баладе. Године 2006, добио је награду „Метал Гуру” од стране часописа Classic Rock Magazine. Такође је проглашен за „Најбољег метал певача” на додели награде Златни Богови часописа Револвер 2010. године, а музички новинар Саша Џенкинс га је рангирао као најбољег вокала у жанру 2013. године.

## Ране године, образовање и музичка обука
Рони Џејмс Дио је рођен у Портсмуту, Њу Хемпшир 10. јула 1942. године у америчкој породици италијанских дисидената који су се доселили у Портсмут из Кортланда, где је Дио одрастао, а потом се вратили у Кортланд. Део младости је, под утицајем оца који је био оперски певач, слушао велике оперске звезде, под чијим утицајем је био током одрастања, а највећи утицај на њега је оставио амерички тенор Марио Ланца. Његово прво и једино формално музичко образовање је започело када је са 5 година почео да учи да свира трубу. Током средње школе је свирао у школском бенду и био један од најмлађих чланова. Био је изабран да свира у званичној школској плесачкој групи. Такође, током средње школе је формирао своју прву рокенрол групу, The Vegas Kings (име је ускоро променио у Рони и Румблерси, а затим Рони и црвене капице). Иако је започео своју рокенрол каријеру на труби, брзо је прешао на бас гитару, а потом преузео дужност певача и показао све своје вокалне вештине.
Дипломирао је у Кортландској школи 1960. године. Иако је тврдио у каснијем интервјуу да му је наводно била понуђена стипендија на престижној Џулијард школи музике, он да он није прихватио понуду због његовог сталног интересовања за рокенрол музику. Уместо тога, након дипломирања, похађао је Универзитет у Буфалу, смер фармакологије Он је само присуствовао предавањима од 1960. до 1961, али је свирао трубу у универзитетском концертном бенду, тако да због већег интересовања за музику и заузетости са честим свиркама и концертима није дипломирао. Затим се уписао на Кортланд Стејт колеџ, али је такође одустао. У интервјуу из 2000. изјавио је да је дипломирао историју са додатним смером енглеског језика.
Упркос томе што је познат по свом моћном гласу и певачким вештинама, тврдио је да никада није имао било какав вокални тренинг. Уместо тога, он је приписао своју певачку способност употреби исправне технике дисања којом је овладао док је учио да свира трубу.

## Каријера

### Рана каријера
Диова музичка каријера, почела је 1957. године када је неколико музичар Кортланда (Њујорк) оформио бенд, Вегас Кингс. Постава групације која се састојала: Дио на бас гитари, Били ДеВолф вокал, Ник Пантас на гитари, Том Рогерс за бубњевима, а Џек Муски је свирао саксофон.
Године 1958. бенд поново мења своје име од Рони и Румблерси на Рони и црвене капице. Муски је напустио бенд 1960. године, а нови гитариста, Дик Ботоф, придружио се бенду. За црвене капице је објавио два сингла: Први сингл је био "Conquest"/"Lover" ("Освајање" / "Лјубавник"). Други сингл је био "An Angel Is Missing"/"What'd I Say"("Анђеле, да ли си нестала?" / "Шта сам рекао"), који је Диа довео на водеће вокале за оба колосека.
Објашњења се разликују зашто је Падавона усвојио уметничко име "Дио". Једна прича је да је Дио изабрао тај назив позивајући се на презиме вође Сицилијанске мафије Џонија Диа Други кажу да је Падавонина бака рекла да је имао дар од Бога и треба да се зове "Дио". Без обзира на инспирацији, Падавона први пут користи тај назив на снимку из 1960. године, када га је додао у другом издању бенда на Сенека. Убрзо након тога, бенд је променио свој назив у Рони Дио и пророци. Постава Пророци је трајала неколико година, током обиласка Њујорка. Они су снимили један сингл за Атлантик Рекордс, један албум и неки од синглова (као што су "Mr. Misery" ("Господин Мисери"), који је објављен за издавачку кућу Сван) у чијем пројекту је означен Рони Дио као соло уметник, чак иако је остатак Пророка допринео снимању. Група је објавила неколико синглова у наредним годинама, све до почетка 1967. године. Дио је наставио да користи своје право име у јавносту у свим наредним музичким пројектима.
Крајем 1967. године Рони Дио и Пророци, трансформисани су у нов назив бенда ЕЛФ ком се прикључио и клавијатуриста. Након саобраћајне несреће у фебруару 1968. године у којој је погинуо гитариста Ник Пантас, а Дио и остали чланови бенда у болници, група мења скраћени назив у Вилењаке и користили тај назив све до средине 1972. године, када је објављен њен први прави Албум под називом ЕЛФ. Током наредних неколико година, група је постала редовна предгрупа за Дип перпл. Елф је снимио три албума до снимања првог албума Раинбов (енглески Банд) почетком 1975. што је довело до распуштању распуштања групе ЕЛФ.